# Pavel Sykyta
Pavel Sykyta (21. září 1943 – ?) je bývalý český fotbalista.

## Fotbalová kariéra
V československé lize hrál za Spartu Praha a TŽ Třinec. Nastoupil v 55 ligových utkáních a dal 1 ligový gól.

## Ligová bilance
| Ročník                                   | Zápasy | Góly | Klub         |
| ---------------------------------------- | ------ | ---- | ------------ |
| 1. československá fotbalová liga 1967/68 | 4      | 0    | Sparta Praha |
| 1. československá fotbalová liga 1970/71 | 25     | 1    | TŽ Třinec    |
| 1. československá fotbalová liga 1971/72 | 24     | 0    | TŽ Třinec    |
| 1. československá fotbalová liga 1972/73 | 2      | 0    | TŽ Třinec    |
| CELKEM                                   | 55     | 1    |              |